# Gustav Fröhlich (nuotatore)
Gustav Fröhlich (Samoa tedesche, 1902 – Sydney, 17 aprile 1968) è stato un nuotatore tedesco.

## Carriera
Fortemente specializzato nel dorso, vinse la medaglia d'oro ai primi campionati europei della storia nella distanza dei 100 m.

## Palmarès
- Europei

Budapest 1926: oro nei 100 m dorso.
Bologna 1927: bronzo nei 100 m dorso.